# 沃尔特·A·布朗
華特·A·布朗（英語：Walter A. Brown，1905年2月10日—1964年9月7日），是波士頓塞爾提克的第一任經理，也是國家冰球聯盟(NHL)能在美國的發展中的重要人物。它也當過波士頓棕熊的經理。

## 獎項
1962年入選美國冰球名人堂，1965年入選籃球名人堂，1997年入選國際冰球名人堂。

## 参看
- 沃爾特·A·布朗冠軍獎盃